# إنديوم (111إن) إمسيروماب
إنديوم (111إن) إمسيروماب هو جسم مضاد وحيد النسيلة فأري اسمه التجاري ميوسينت (Myoscint) يحتوي على النظير المشع إنديوم-111. استخدم لتصوير القلب لكنه سحب من التسويق عام 1993.